# Spätbabylonische Zeit
Als spätbabylonische Zeit wird ein Zeitraum in der altorientalischen Geschichte bezeichnet, der mit dem Aufstieg des ersten neubabylonischen Königs Nabǔ-apla-ușur im Jahr 626 v. Chr. beginnt und mit der Eroberung Babylons durch den Achämenidenkönig Kyros II. im Jahr 539 v. Chr. endet. Sie ist – mit dem Neubabylonischen Reich – die letzte Phase einer Herrschaft des Stadtstaates Babylon über Mesopotamien und weite Teile der Levante.

## Geschichtliche Entwicklung

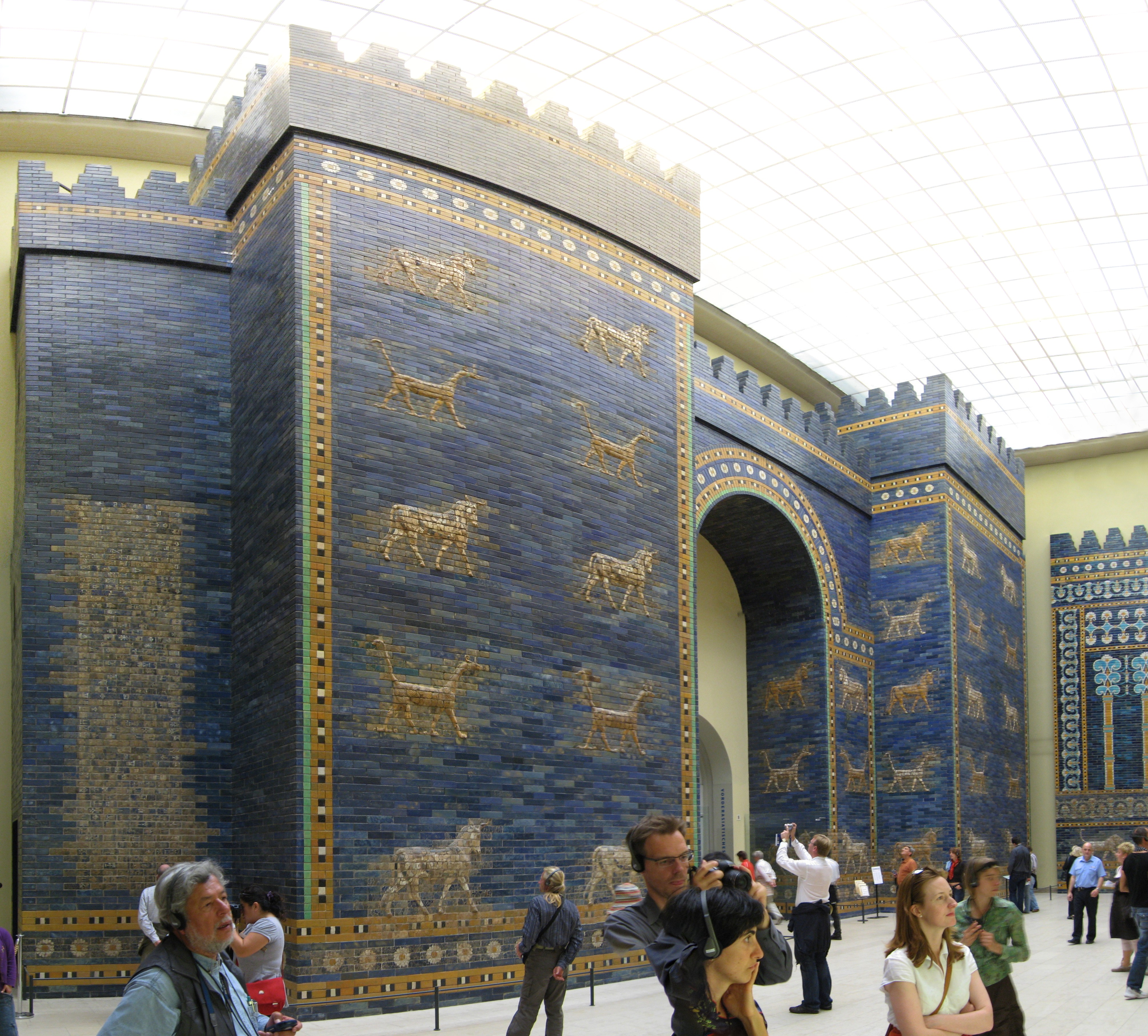
Rekonstruiertes Ischtar-Tor. Pergamonmuseum Berlin.

Die spätbabylonische Zeit schließt direkt an die neuassyrische Zeit (911 v. Chr.–612/605 v. Chr.) an. Im Jahr 626 v. Chr. bestieg der erste neubabylonische König Nabǔ-apla-ușur den Thron in Babylon, das zu dieser Zeit noch zum neuassyrischen Reich unter dem letzten König Sîn-šarru-iškun gehörte. Nabǔ-apla-ușur verriet Sîn-šarru-iškun und ging ein Bündnis mit den Medern ein. Zuerst gelangte Aššur unter babylonische Herrschaft (614 v. Chr.), dann Ninive (612 v. Chr.). Damit war die assyrische Herrschaft über Mesopotamien faktisch beendet, auch wenn das neuassyrische Reich erst 605 v. Chr., nach der verlorenen Schlacht bei Karkemiš, endgültig unterging.
Unter Nabû-apla-uṣurs Sohn Nabū-kudurrī-uṣur II. gelang es dem babylonischen Reich, sich über Syrien bis in die südliche Levante auszubreiten. Auf Nabū-kudurrī-uṣur II. folgten in kurzer Abfolge Amēl-Marduk (562 v. Chr.–560 v. Chr.), Nergal-šarra-uṣur (560 v. Chr.–556 v. Chr.) und Lābāši-Marduk (556 v. Chr.), bis unter der Regentschaft des letzten neubabylonischen Königs Nabû-nāʾid (555 v. Chr.–539 v. Chr.) die Hauptstadt Babylon durch den achämenidischen König Kyros II. im Jahre 539 v. Chr. kampflos erobert wurde.

## Kulturelle Entwicklung
Insbesondere unter Nabū-kudurrī-uṣur II. erlebte die Stadt Babylon eine neue Blüte und wurde prächtig ausgebaut. So ließ er höchstwahrscheinlich die Zikkurat Etemenanki erbauen. Um die Stadt wurde eine Mauer von 18 km Länge gezogen und an dem Ende der Prozessionsstraße erreichte das Ischtar-Tor (heute zu sehen im Vorderasiatischen Museum in Berlin) seine endgültige Form.
Amts- und Verkehrssprache waren das in Keilschrift verfasste Akkadisch (ab dieser Zeit auch „Neubabylonisch“ genannt) sowie das Aramäische. Nach dem Untergang des Neubabylonischen Reiches wurde das Akkadische durch das Aramäische zunehmend verdrängt.